# Berndebachtal
Koordinaten: 51° 8′ 45″ N, 7° 49′ 23″ O
Das Berndebachtal ist ein Naturschutzgebiet in der Stadt Attendorn im Kreis Olpe in Nordrhein-Westfalen. Es liegt entlang  des Berndebaches westlich von Lichtringhausen.

## Bedeutung
Das 36,07 ha große Gebiet ist seit dem Jahr 2006 als Naturschutzgebiet ausgewiesen.